# Give 'Em the Boot IV
Give 'Em the Boot IV is het vierde album uit de Give 'Em the Boot-serie van het Amerikaanse punklabel Hellcat Records. Het album werd uitgegeven op 9 november 2004 (8 november in Europa) op cd. In tegenstelling tot het voorgaande album Give 'Em the Boot III (2002), bevat dit album geen videomateriaal.

## Nummers
Give 'Em the Boot IV bevat de eerste opgenomen versie van het nummer "I'm Shipping Up to Boston" van Dropkick Murphys. Het nummer werd opnieuw opgenomen voor The Warrior's Code (2005), verscheen op de soundtrack van The Departed (2006) en werd de grootste hit van de band. Het nummer "Junco Partner" van The Mescaleros op dit album is een live-opname.
1. "Killing Zone" (Rancid) - 02:39
2. "Dirty Reggae" (The Aggrolites) - 3:14
3. "Atomic" (Tiger Army) - 3:16
4. "Propaganda" (The Slackers) - 4:06
5. "Kiss Kiss Kill Kill" (Roger Miret and the Disasters) - 1:44
6. "Lost Paradise" (U.S. Roughnecks) - 1:45
7. "Caught in Between" (F-Minus) - 1:17
8. "Marshall Law" (Die Hunns) - 3:19
9. "I'm Shipping Up to Boston" (Dropkick Murphys) - 2:18
10. "1%" (Lars Frederiksen and the Bastards) - 2:47
11. "That's What I Know" (Brain Failure) - 2:51
12. "Let There Be Peace" (Chris Murray) - 3:14
13. "Dead Bodies" (Nekromantix) - 2:15
14. "Romper Stomper" (Transplants) - 3:26
15. "Junco Partner" (The Mescaleros) - 04:18
16. "No Rest for the Weekend" (Orange) - 2:53
17. "Dia de los Muertos" (Rezurex) - 3:39
18. "Waste of Time" (The Unseen) - 3:14
19. "Break Me" (Ducky Boys) - 2:29
20. "Where They Wander" (HorrorPops) - 3:00
21. "S.C. Drunx" (South Central Riot Squad) - 1:11
22. "Trauma" (Mercy Killers) - 2:13
23. "Skinwalkers" (12 Step Rebels) - 3:48
24. "Wasted Life" (The Escaped) - 2:09
25. "Rise Up" (Pressure Point) - 3:10
26. "Room to Breathe" (Westbound Train) - 3:59